# Galumna saboori
Galumna saboori är en kvalsterart som beskrevs av Sandór Mahunka 200. Galumna saboori ingår i släktet Galumna och familjen Galumnidae. Inga underarter finns listade i Catalogue of Life.